# Dragon 32/64

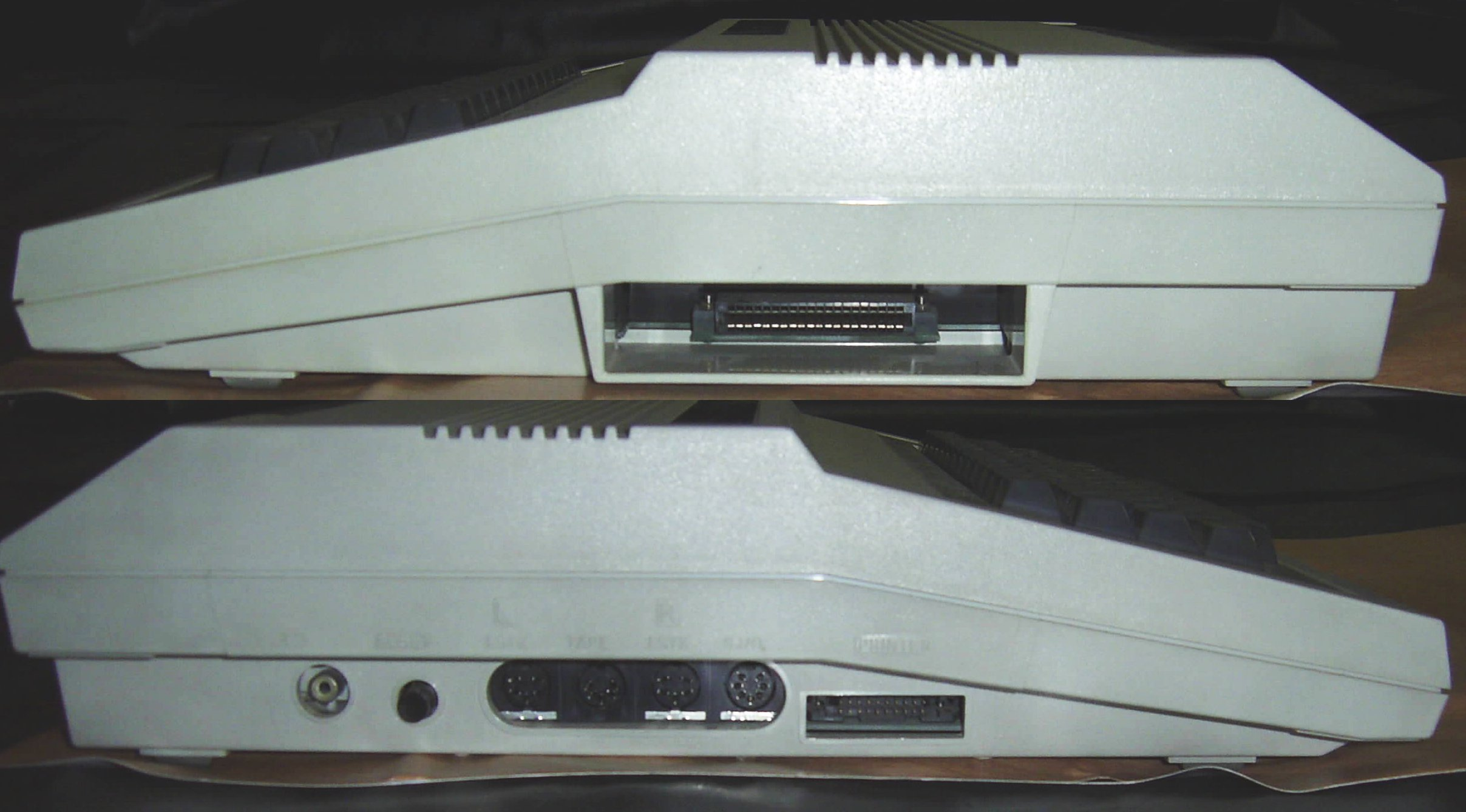
Esquerra i dreta del Dragon 64

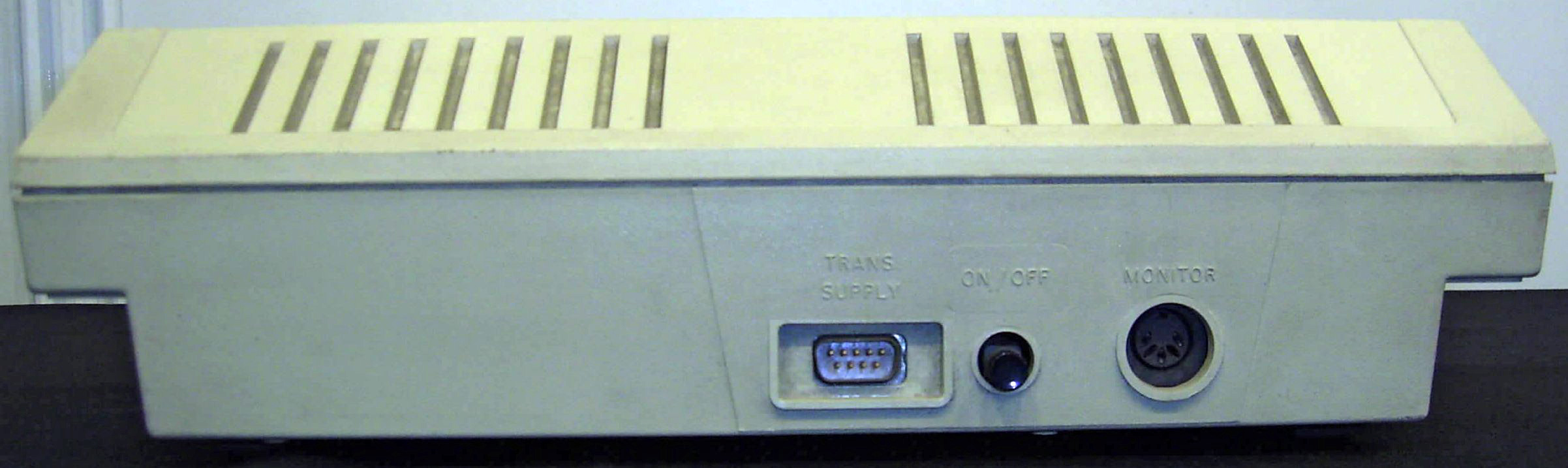
Posterior del Dragon 32

El Dragon 32 i el Dragon 64 són ordinadors personals que es construïren en els 1980. Els Dragons són molt similars al TRS-80 Color Computer (CoCo), i foren produïts per al mercat europeu per Dragon Data, Ltd., a Port Talbot, Gal·les. Els números de model reflecteixen la diferència bàsica entre les dues màquines, que tenen 32 i 64 kilobytes de RAM, respectivament.

## Història del producte
A principis de 1980, el mercat britànic dels ordinadors personals estava en expansió. S'alliberaren noves màquines gairebé cada mes. L'agost de 1982, Dragon Data s'hi uní amb el Dragon 32; el Dragon 64 seguí l'any següent. Els ordinadors es veneren bastant bé inicialment i atragueren l'interès de diversos desenvolupadors de programari independents, sobretot Microdeal. Una revista, Dragon User també començà la publicació just després del llançament de la màquina.
En el mercat dels ordinadors personals privats, on els jocs eren un conductor significatiu, el Dragon patí per culpa de les seves capacitats gràfiques, que eren inferiors a les d'altres màquines com ara el Sinclair ZX81, el ZX Spectrum i el Commodore 64. El Dragon també és incapaç de mostrar fàcilment lletres minúscules. Algunes aplicacions més sofisticades les sintetitzarien usant modes gràfics d'alta resolució (de la mateixa manera que els caràcters definits per l'usuari serien dissenyats per aplicacions purament gràfiques com ara els jocs). Programes més simples simplement s'executaven sense les minúscules. Això el desbancà de manera efectiva de l'aleshores creixent mercat educatiu. Com a resultat d'aquestes limitacions, el Dragon no fou un èxit comercial i Dragon Data es col·lapsà el juny de 1984.
A pesar del fracàs de la companyia creadora, els Dragons encara demostraren esser bastant populars. Tenen una placa mare robusta en una caixa espaiosa, i són molt més tol·lerants a modificacions casolanes que molts dels seus contemporanis, que sovint tenen els seus components ajustats en el mínim espai possible.